# Pardosa virgata
Pardosa virgata là một loài nhện trong họ Lycosidae.
Loài này thuộc chi Pardosa. Pardosa virgata được Wladislaus Kulczynski miêu tả năm 1901.